# Juan Sánchez Miño
Juan Manuel Sánchez Miño (Buenos Aires, 1990. január 1. –) argentin labdarúgó, az argentin Club Atlético Colón középpályása.
Rendelkezik olasz útlevéllel is.

## Sikerei, díjai
Boca Juniors
- Argentin bajnok: 2011–12
- Argentin kupagyőztes : 2011–12

 Independiente
- Copa Sudamericana: 2017
- Copa Suruga Bank : 2018